# Episodi di Kolchak: The Night Stalker
La prima e unica stagione' della serie televisiva Kolchak: The Night Stalker è stata trasmessa negli Stati Uniti dal 1974 al 1975.
| nº | Titolo originale                          | Titolo italiano | Prima TV USA      | Prima TV Italia |
| -- | ----------------------------------------- | --------------- | ----------------- | --------------- |
| 1  | The Ripper                                |                 | 13 settembre 1974 |                 |
| 2  | The Zombie                                |                 | 20 settembre 1974 |                 |
| 3  | They Have Been, They Are, They Will Be... |                 | 27 settembre 1974 |                 |
| 4  | The Vampire                               |                 | 4 ottobre 1974    |                 |
| 5  | The Werewolf                              |                 | 1º novembre 1974  |                 |
| 6  | Firefall                                  |                 | 8 novembre 1974   |                 |
| 7  | The Devil's Platform                      |                 | 15 novembre 1974  |                 |
| 8  | Bad Medicine                              |                 | 29 novembre 1974  |                 |
| 9  | The Spanish Moss Murders                  |                 | 6 dicembre 1974   |                 |
| 10 | The Energy Eater                          |                 | 13 dicembre 1974  |                 |
| 11 | Horror In The Heights                     |                 | 20 dicembre 1974  |                 |
| 12 | Mr. R.I.N.G.                              |                 | 10 gennaio 1975   |                 |
| 13 | Primal Scream                             |                 | 17 gennaio 1975   |                 |
| 14 | The Trevi Collection                      |                 | 24 gennaio 1975   |                 |
| 15 | Chopper                                   |                 | 31 gennaio 1975   |                 |
| 16 | Demon In Lace                             |                 | 7 febbraio 1975   |                 |
| 17 | Legacy of Terror                          |                 | 14 febbraio 1975  |                 |
| 18 | The Knightly Murders                      |                 | 7 marzo 1975      |                 |
| 19 | The Youth Killer                          |                 | 14 marzo 1975     |                 |
| 20 | The Sentry                                |                 | 28 marzo 1975     |                 |